# Izvoru (gmina Cozieni)
Izvoru – wieś w Rumunii, w okręgu Buzău, w gminie Costești. W 2011 roku liczyła 84 mieszkańców.